# Le Cimetière des morts-vivants
Pour plus de détails, voir Fiche technique et Distribution.
Le Cimetière des morts-vivants (titre original :  Cinque tombe per un medium) est un film italo-américain de Massimo Pupillo, sorti en 1965.

## Synopsis
Albert Kovac, clerc de notaire, se rend dans un petit village d'Europe de l'Est afin de régler une affaire de succession concernant Jeronimus Hauff. Une fois sur place, dans son château, il apprend que son client est mort depuis près d'un an. Séduit par Cléo, la veuve du défunt, et intrigué par sa fille Corinne, Albert accepte son hospitalité pour quelque temps. Il va alors découvrir que M. Hauff était passionné par l'occulte et par la grande épidémie de peste noire, au point même de conserver et d'exposer des membres de pestiférés. Albert va ainsi comprendre que Hauff n'était peut-être pas mort par accident. Il découvre que deux personnes présentes le soir du décès d'Hauff sont mortes de façon suspecte. Son esprit semble hanter le château et cherche à assouvir sa vengeance contre ses assassins...

## Fiche technique
- Titre original italien : Cinque tombe per un medium
- Titre anglophone : Terror creatures from the grave
- Titre français : Le Cimetière des morts-vivants ou Cinq tombes pour un médium
- Réalisation : Massimo Pupillo (sous le nom de « Ralph Zucker »)
- Scénario : Romano Migliorini (sous le nom de « Robin McLorin »), Roberto Natale (sous le nom de « Robert Nathan »), Ruth Carter et Cesare Mancini, d'après une histoire d'Edgar Allan Poe, Romano Migliorini (sous le nom de « Robin McLorin ») et Roberto Natale
- Montage : Mariano Arditi (sous le nom de « Robert Ardis »)
- Musique : Aldo Piga
- Photographie : Carlo Di Palma
- Production : Francesco Merli (sous le nom de « Frank Merle ») et Massimo Pupillo
- Costumes : Serge Selig
- Genre : Film d'horreur
- Pays :  Italie,  États-Unis
- Durée : 86 minutes
- Date de sortie :
  - Italie : 23 juin 1965
  - États-Unis : Avril 1966

## Distribution
- Barbara Steele : Cleo Hauff (« Clio Hauff » en VF)
- Walter Brandi (sous le nom de « Walter Brandt ») (VF : Jean Lagache) : Albert Kovac (« Kovacs » en VF)
- Mirella Maravidi (sous le nom de « Marilyn Mitchell ») (VF : Arlette Thomas) : Corinne Hauff
- Alfredo Rizzo (sous le nom de « Alfred Rice ») (VF : Pierre Leproux) : Dr Gustave Nemek
- Riccardo Garrone (sous le nom de « Richard Garrett ») (VF : Denis Savignat) : Joseph Morgan
- Luciano Pigozzi (sous le nom de « Alan Collins ») : Kurt, le serviteur
- Ennio Balbo (sous le nom de « Edward Bell ») (VF : Richard Francœur) : Oskar Stinner (« Stinnel » en VF)
- Tilde Dall'Aglio (sous le nom de « Tilde Till ») (VF : Claude Chantal) : Louise, la bonne